# Rickebo
Rickebo är en by i Östervåla socken, Heby kommun.
Rickebo omtalas i dokument första gången 1541 ("Rickaboda"). Under 1500-talet upptas Rickebo i jordeboken som ett mantal skatte om 5 öresland, 1548 med en skatteutjord i Kuckebo. 
Bland bebyggelser på ägorna märks Björkvik, uppfört i slutet av 1800-talet, det försvunna torpet Pell-Pers eller Skogsmyren söder om Horsskog, uppfört i slutet av 1800-talet. Västerbo är en nu försvunnen gård uppförd i slutet av 1800-talet.